# Jaye Muller

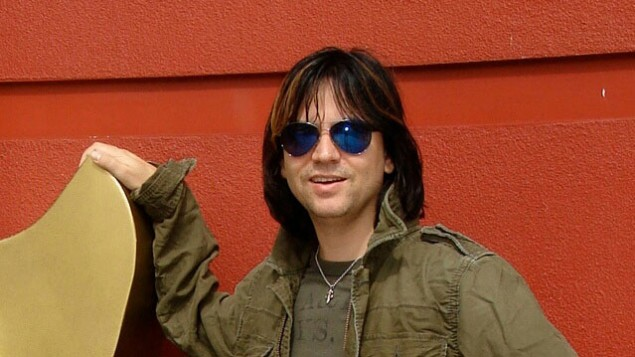
Jaye Muller, 2006

Jens Müller (* 23. Dezember 1967 in Ost-Berlin), im englischsprachigen Raum als Jaye Muller bekannt, ist ein deutscher Musiker und Internetunternehmer. Anfänglich trat er unter dem Künstlernamen J. auf, seit 2015 als Count Jaye.

## Biografie
In Berlin-Weißensee machte Jens Müller eine Lehre als Facharbeiter für BMSR-Technik. Seine Karriere als Musiker begann er in der ostdeutschen Band Kleinkariert. 1987 wurde er Schlagzeuger der Kultband Die Anderen. 1989 verschaffte der US-amerikanische Musikmanager Jack Rieley, der auch mit der amerikanischen Band The Beach Boys und der ostdeutschen Gruppe City zusammengearbeitet hatte, der Band einen Auftritt in Westberlin.
Rieley wollte Müller als internationalen Star aufbauen. Unter dem Künstlernamen „J.“ (englische Aussprache: Jaye) entstanden in London die Aufnahmen zu Müllers Debütalbum gleichen Namens. Allerdings fiel am 9. November 1989 die Berliner Mauer, und das Album floppte mangels Interesse. 1990 hat Müller Berlin, noch vor der deutschen Wiedervereinigung, verlassen und ist nach Paris umgezogen. 1992 erschien das zweite Album We Are the Majority, das in Paris eingespielt worden war bei Polydor und A&M (USA).
1994 ging Müller in die USA, wo er – als Jaye Muller – 1995 zusammen mit Jack Rieley die Internetfirma JFax gründete. Laut Firmenlegende hatte Müller die Idee dazu, als er auf Tour durch Englands Colleges war und wichtige Faxnachrichten ihn nicht erreichten, weil er bereits weitergereist war. Im Jahr 2000 – die Firma bekam den neuen Namen j2 Global Communications, Inc. – zog sich Müller aus dem aktiven Geschäft zurück, blieb jedoch Hauptaktionär.
Seit der Jahrtausendwende ist Müller musikalisch wieder aktiv. Unter anderem veröffentlichte er mit Ben Patton unter dem Namen Muller and Patton mehrere Alben. Seit 2015 hat Müller unter dem Namen Count Jaye & The Hard Beats wieder Musik veröffentlicht. 2015 erschien das Album Bandages Cover the Looting, 2019 Hippo Russian Pickle Giant Blue Disguise, 2022 You Belong to You und 2025 Two States of Mind.